# A Better Way to Die
A Better Way to Die (Entre dos fuegos en España y Muerte al acecho en Hispanoamérica) es una película del año 2000, dirigida por Scott Wiper y protagonizada por Scott Wiper, Lou Diamond Phillips, Andrew Braugher y Natasha Henstridge. 

## Argumento
Luego del asesinato de su colega, Boomer (Scott Wiper) decide retirarse de la policía y reunirse con el amor de su vida Kelly (Natasha Henstridge) para así poder recomponer su vida. Inadvertidamente y debido a una serie de malentendidos, sus planes de una vida tranquila quedan truncos cuando queda atrapado en el medio de una lucha entre el FBI y la mafia de Chicago.  

## Reparto
| Actor                | Personaje      | Notas                        |
| -------------------- | -------------- | ---------------------------- |
| Andre Braugher       | Cleveland      |                              |
| Natasha Henstridge   | Kelly          |                              |
| Scott Wiper          | Boomer         |                              |
| Jack Conley          | Fletcher       |                              |
| Carmen Argenziano    | Carlos         |                              |
| Richard Haj          | El mudo        |                              |
| Mo Gallini           | Laslov         | Acreditado como Matt Gallini |
| Rolando Molina       | Chach          |                              |
| Kirk McKinney        | Spaz           |                              |
| Jefferson Moore      | Harrison James |                              |
| Wayne Duvall         | Rifkin         |                              |
| Lou Diamond Phillips | William Dexter |                              |